# 杰柯·梅勒
杰柯·梅勒（1936年8月17日—2020年2月11日）是一位法国認知心理學家，出生于西班牙的巴塞罗那，毕业于美国哈佛大学，曾任巴黎社会科学高等学院主任，逝世于圣克卢，知名于在语言习得上的研究。